# Boris Sielicki
Boris Siergiejewicz Sielicki (ros. Борис Серге́евич Селицкий; ur. 22 września 1938 w Leningradzie) – rosyjski sztangista reprezentujący Związek Socjalistycznych Republik Radzieckich, złoty medalista olimpijski, medalista mistrzostw świata oraz mistrzostw Europy w podnoszeniu ciężarów.

## Osiągnięcia

### Letnie igrzyska olimpijskie
- Meksyk 1968 –  złoty medal (waga lekkociężka)

### Mistrzostwa świata
- Meksyk 1968 –  złoty medal (waga lekkociężka) – mistrzostwa rozegrano w ramach zawodów olimpijskich
- Warszawa 1969 –  brązowy medal (waga lekkociężka)

### Mistrzostwa Europy
- Leningrad 1968 –  złoty medal (waga lekkociężka)
- Warszawa 1969 –  srebrny medal (waga lekkociężka)

### Mistrzostwa Związku Radzieckiego
- 1967 –  złoty medal (waga lekkociężka)
- 1968 –  srebrny medal (waga lekkociężka)
- 1970 –  brązowy medal (waga lekkociężka)
- 1971 –  srebrny medal (waga lekkociężka)

### Letnia Spartakiada Narodów ZSRR
- 1967 –  złoty medal (waga lekkociężka)
- 1971 –  srebrny medal (waga lekkociężka)

### Puchar Związku Radzieckiego
- 1970 –  złoty medal (waga lekkociężka)

### Rekordy świata
- Ałmaty 21.12.1968 – 487,5 kg w trójboju (waga lekkociężka)
- Teheran 02.01.1969 – 190,5 kg w podrzucie (waga lekkociężka)